# Hypokopelates lineosa
Hypokopelates lineosa är en fjärilsart som beskrevs av James John Joicey och Talbot 1921. Hypokopelates lineosa ingår i släktet Hypokopelates och familjen juvelvingar. Inga underarter finns listade i Catalogue of Life.